# Brion James (Schauspieler)
Brion James (* 20. Februar 1945 in Redlands, Kalifornien; † 7. August 1999 in Malibu, Kalifornien) war ein US-amerikanischer Schauspieler.

## Leben
Als Sohn eines Kinobesitzers und Filmvorführers kam James durch den Beruf des Vaters schon früh mit dem Medium Film in Berührung. So begann er nach seinem Highschool-Abschluss 1962 ein Studium der Theaterwissenschaft an der Universität von San Diego. Anschließend zog er nach New York, wo er zunächst kleinere Rollen an verschiedenen Theatern spielte.
Nach seinem Wehrdienst, den James als Koch absolvierte, gab er 1975 mit einer kleinen Rolle als Gangster Homer Van Meter in dem Fernsehfilm Die Gangsterschlacht von Kansas City sein Spielfilmdebüt. Der Mime mit den markanten Gesichtszügen und einer Körpergröße von 1,91 m trat fortan in weit über 100 Film- und Fernsehrollen auf, wobei er nicht zuletzt wegen seiner Physiognomie häufig für zwielichtige und negative Figuren besetzt wurde. In den frühen Jahren seiner Filmkarriere fielen James’ Rollen noch vergleichsweise klein aus. Im Actionfilm Die letzten Amerikaner von Walter Hill bekam James eine der Hauptrollen als wortkarger Cajun. Erst seine Rolle als gewalttätiger Replikant Leon Kowalski in dem Science-Fiction-Film Blade Runner von Ridley Scott brachte ihm den Durchbruch. Sein kurzer, aber einprägsamer Auftritt mit dem berühmt gewordenen Filmzitat „Wach auf! Zeit zu sterben!“ führte für James zu zahlreichen ähnlich gelagerten Rollen in B-Movies und Großproduktionen.
James spielte in Enemy Mine – Geliebter Feind, neben Meg Ryan in D.O.A. – Bei Ankunft Mord und Zwei unter Volldampf, neben Sylvester Stallone in Tango und Cash, neben Arnold Schwarzenegger in Red Heat, in der Krimikomödie Nur 48 Stunden, in dem Western Silverado, in Robert Altmans Satire The Player und als leidgeprüfter General in Luc Bessons Das fünfte Element. Daneben übernahm er zahlreiche Gastrollen in Fernsehserien wie Roots, Der Denver-Clan, Rauchende Colts, Sledge Hammer!, Das A-Team, Miami Vice, Highlander und Matlock.
Am 7. August 1999 starb Brion James im Alter von 54 Jahren an einem Herzinfarkt. Die letzten fünf Filmproduktionen, in denen James mitgewirkt hatte, wurden erst nach seinem Tod fertiggestellt. Die letzte, Phoenix Point, kam 2005 in die Kinos. Der Film The King Is Alive wurde ihm gewidmet.

## Filmografie (Auswahl)
- 1974: Get Christie Love! (Fernsehserie, 1 Episode)
- 1975: Die Gangsterschlacht von Kansas City (The Kansas City Massacre)
- 1976: Und morgen wird ein Ding gedreht (Harry and Walter Go to New York)
- 1976: Der Goldschatz der Matecumbe (Treasure of Matecumbe)
- 1976: Dieses Land ist mein Land (Bound for Glory)
- 1976: Nickelodeon
- 1977: Roots (Fernsehserie, 1 Episode)
- 1977: Blue Sunshine
- 1977: Detektiv Rockford – Anruf genügt (The Rockford Files, Fernsehserie, 1 Episode)
- 1978: Goober & the Truckers' Paradise (Fernsehfilm)
- 1978: Zwei heiße Typen auf dem Highway (Corvette Summer)
- 1978: Kiss – Von Phantomen gejagt (Kiss meets the Phantom of the Park, Fernsehfilm)
- 1978: Der unglaubliche Hulk (The Incredible Hulk, Fernsehserie, 1 Episode)
- 1978: Mork vom Ork (Mork & Mindy, Fernsehserie, 1 Episode)
- 1978: Die Zwei von der Tankstelle (Chico and the Man, Fernsehserie, 1 Episode)
- 1979, 1981: CHiPs (Fernsehserie, 3 Episoden)
- 1980: Kampfstern Galactica (Galactica 1980, Fernsehserie, 1 Episode)
- 1980: Oh, Moses! (Wholly Moses!)
- 1980: Trouble in High Timber Country (Fernsehfilm)
- 1980: Der Jazz-Sänger (The Jazz Singer)
- 1981: Wenn der Postmann zweimal klingelt (The Postman Always Rings Twice)
- 1981: Die letzten Amerikaner (Southern Comfort)
- 1981: Soggy Bottom, U.S.A.
- 1981: Höllenfluß der Angst (Killing at Hell's Gate, Fernsehfilm)
- 1982, 1984: Ein Duke kommt selten allein (The Dukes of Hazzard, Fernsehfilm, 2 Episoden)
- 1982: Unsere kleine Farm (Little House on the Prairie, Fernsehserie, 1 Episode)
- 1982: Blade Runner
- 1982: Quincy (Quincy, M. E., Fernsehserie, 1 Episode)
- 1982: Hear No Evil (Fernsehfilm)
- 1982: Nur 48 Stunden (48 Hrs.)
- 1982: Die Ballade von Gregorio Cortez (The Ballad of Gregorio Cortez, Fernsehfilm)
- 1983, 1985: Das A-Team (The A-Team, Fernsehserie, 2 Episoden)
- 1983: Cagney und Lacey (Cagney & Lacey, Fernsehserie, 1 Episode)
- 1983: Beste Spieler weit und breit – Sein größtes Abenteuer (Kenny Rogers as The Gambler: The Adventure Continues, Fernsehfilm)
- 1983: Lone Star (Fernsehfilm)
- 1984: Die Insel der Adler (A Breed Apart)
- 1985: Die Killer-Akademie (Crimewave)
- 1985: Flesh and Blood (Flesh + Blood)
- 1985: Silverado
- 1985: Ein Colt für alle Fälle (The Fall Guy, Fernsehserie, 1 Episode)
- 1985: Unglaubliche Geschichten (Amazing Stories, Fernsehserie, 1 Episode)
- 1985: Enemy Mine – Geliebter Feind (Enemy Mine)
- 1986, 1988: Sledge Hammer! (Fernsehserie, 2 Episoden)
- 1986: Der Denver-Clan (Dynasty, Fernsehserie, 2 Episoden)
- 1986: Miracles – Ein ganz unglaubliches Abenteuer (Miracles)
- 1986: Die Androiden – Sie sind unter uns (Annihilator, Fernsehfilm)
- 1986: Zwei unter Volldampf (Armed and Dangerous)
- 1987: Matlock (Fernsehserie, 1 Episode)
- 1987: Flashpoint Mexico (Love Among Thieves)
- 1987: Steel Dawn – Die Fährte des Siegers (Steel Dawn)
- 1987: Cherry 2000
- 1988: Tote leben länger (Dead Man Walking)
- 1988: D.O.A. – Bei Ankunft Mord (D.O.A.)
- 1988: Scout Academy (The Wrong Guys)
- 1988: Red Heat
- 1988: Maniac City (Nightmare at Noon)
- 1988: Red Scorpion
- 1988: Miami Vice (Fernsehserie, 1 Episode)
- 1989: Horror House (Horror Show)
- 1989: Ruhe vor dem Sturm (Circles in a Forest)
- 1989: Mutator
- 1989: Desperado 4: Krieg der Gesetzlosen (Desperado: The Outlaw Wars, Fernsehfilm)
- 1989: Tango und Cash (Tango & Cash)
- 1990: Nur über Deine Leiche (Enid Is Sleeping)
- 1990: Ryder
- 1990: Und wieder 48 Stunden (Another 48 Hrs.)
- 1991: Mom
- 1991: Silhouette (Ultimate Desires)
- 1991: Geschichten aus der Gruft (Tales from the Crypt, Fernsehserie, 1 Episode)
- 1992: Eine verhexte Affäre (Black Magic, Fernsehfilm)
- 1992: The Player
- 1992: Hitch, der Geist aus der Flasche (Wishman)
- 1992: Auf dem Todesstrich (Overkill: The Aileen Wuornos Story, Fernsehfilm)
- 1992: Nemesis
- 1992: Frogtown II
- 1993: Rio Diablo (Fernsehfilm)
- 1993: Time Warrior – Der Time Runner (Time Runner)
- 1993: Renegade – Gnadenlose Jagd (Renegade, Fernsehserie, 1 Episode)
- 1993: Brain Smasher – Der Rausschmeisser (Brain Smasher... A Love Story)
- 1993: Tödliche Nähe (Striking Distance)
- 1993: American Karate Tiger (Showdown)
- 1993: Kaltblütig geopfert (Precious Victims, Fernsehfilm)
- 1993: The Dark – Mörderische Nacht (The Dark)
- 1994: Schiffsjunge ahoi! (Cabin Boy)
- 1994: Palm Beach-Duo (Silk Stalkings, Fernsehserie, 1 Episode)
- 1994: Future Shock
- 1994: Knight Rider 2010 (Fernsehfilm)
- 1994: Scanner Cop
- 1994: F.T.W. – Tiefer als Hass (F.T.W.)
- 1994: Abenteuer in der Wildnis (Savage Land)
- 1994: Hard Business (Art Deco Detective)
- 1994: Future Lover (The Companion, Fernsehfilm)
- 1994: Highlander (Fernsehserie, 1 Episode)
- 1994: Radioland Murders – Wahnsinn auf Sendung (Radioland Murders)
- 1994: The Soft Kill
- 1994: The Last Chance – Die Nacht der Entscheidung (Hong Kong ’97)
- 1995: Spitfire
- 1995: Angriff aus dem Dunkel (Sketch Artist II: Hands That See, Fernsehfilm)
- 1995: Steel Frontier
- 1995: Bad Heat – Highway des Todes (The Nature of the Beast)
- 1995: Jagd in der grünen Hölle (Dominion)
- 1995: Cyberjack
- 1995: Der Marshal (The Marshal, Fernsehserie, 1 Episode)
- 1995: Ein Lockvogel für den Mörder (Indecent Behavior III)
- 1996: Hilfe, meine Frau ist ein Saurier! (Pterodactyl Woman from Beverly Hills)
- 1996: The Lazarus Man (Fernsehserie, 2 Episoden)
- 1996: American Strays – Lieben oder töten (American Strays)
- 1996: Space Defender (Precious Find)
- 1996: Evil Obsession
- 1996: Dome 4 (Assault on Dome 4, Fernsehfilm)
- 1996: Marco Polo: Das geheime Abenteuer (Marco Polo: Haperek Ha'aharon)
- 1996: Billy Lone Bear
- 1996: Der gläserne Tod (The Killing Jar)
- 1997: Stone Cold II – Heart of Stone (Back in Business)
- 1997: Das fünfte Element (The Fifth Element)
- 1997: Snide and Prejudice
- 1997: The Setting Son
- 1997: Walker, Texas Ranger (Fernsehserie, 2 Episoden)
- 1997: Underground – Die Vergeltung (The Underground)
- 1997: Bombshell
- 1998: Millennium – Fürchte deinen Nächsten wie Dich selbst (Millennium, Fernsehserie, 1 Episode)
- 1998: Jekyll Island – Ohne Ausweg (Jekyll Island)
- 1998: Der Sentinel – Im Auge des Jägers (The Sentinel, Fernsehserie, 1 Episode)
- 1998: Deadly Ransom
- 1998: In Gottes Hand (In God's Hands)
- 1998: Border to Border
- 1998: Dust and Diamonds – Tödlicher Coup (Heist)
- 1998: Men in White (Fernsehfilm)
- 1998: Browns Requiem
- 1998: Kai Rabe gegen die Vatikankiller
- 1998: A Place Called Truth
- 1998, 1999: Die glorreichen Sieben (The Magnificent Seven, Fernsehserie, 2 Episoden)
- 1999: Malevolence
- 1999: König Artus in L.A. (Arthur's Quest, Fernsehfilm)
- 1999: Im Mond des Jägers (The Hunter's Moon)
- 1999: Foolish
- 1999: Enemy of My Enemy
- 1999: Dirt Merchant
- 1999: Joseph’s Gift
- 2001: Die Rächerin – Allein gegen das Syndikat (Farewell, My Love)
- 2000: The Operator
- 2000: Black Sea 213
- 2000: The King Is Alive
- 2000: L.A. Nights (The Thief & the Stripper)
- 2005: Phoenix Point